# (10807) Uggarde
Pour les articles homonymes, voir Uggarde.
(10807) Uggarde est un astéroïde de la ceinture principale.

## Description
(10807) Uggarde est un astéroïde de la ceinture principale. Il fut découvert le 17 mars 1993 à La Silla par le programme UESAC. Il présente une orbite caractérisée par un demi-grand axe de 3,17 UA, une excentricité de 0,13 et une inclinaison de 2,7° par rapport à l'écliptique.

## Compléments